# Жан Фивез
Жан Фивез (Брисел, рођен 30. новембра 1910. — 18. марта 1997.) био је белгијски фудбалер.
Каријеру је започео у Леополду пре него што се придружио Вајт Стар де Брисел 1936. године. Играјући као нападач, одиграо је девет утакмица и постигао четири гола за Белгију. Од 1946. до 1947. године играо је за РАЕК Монс, који је тада играо у Трећој дивизији.